# 드루스키닝카이시

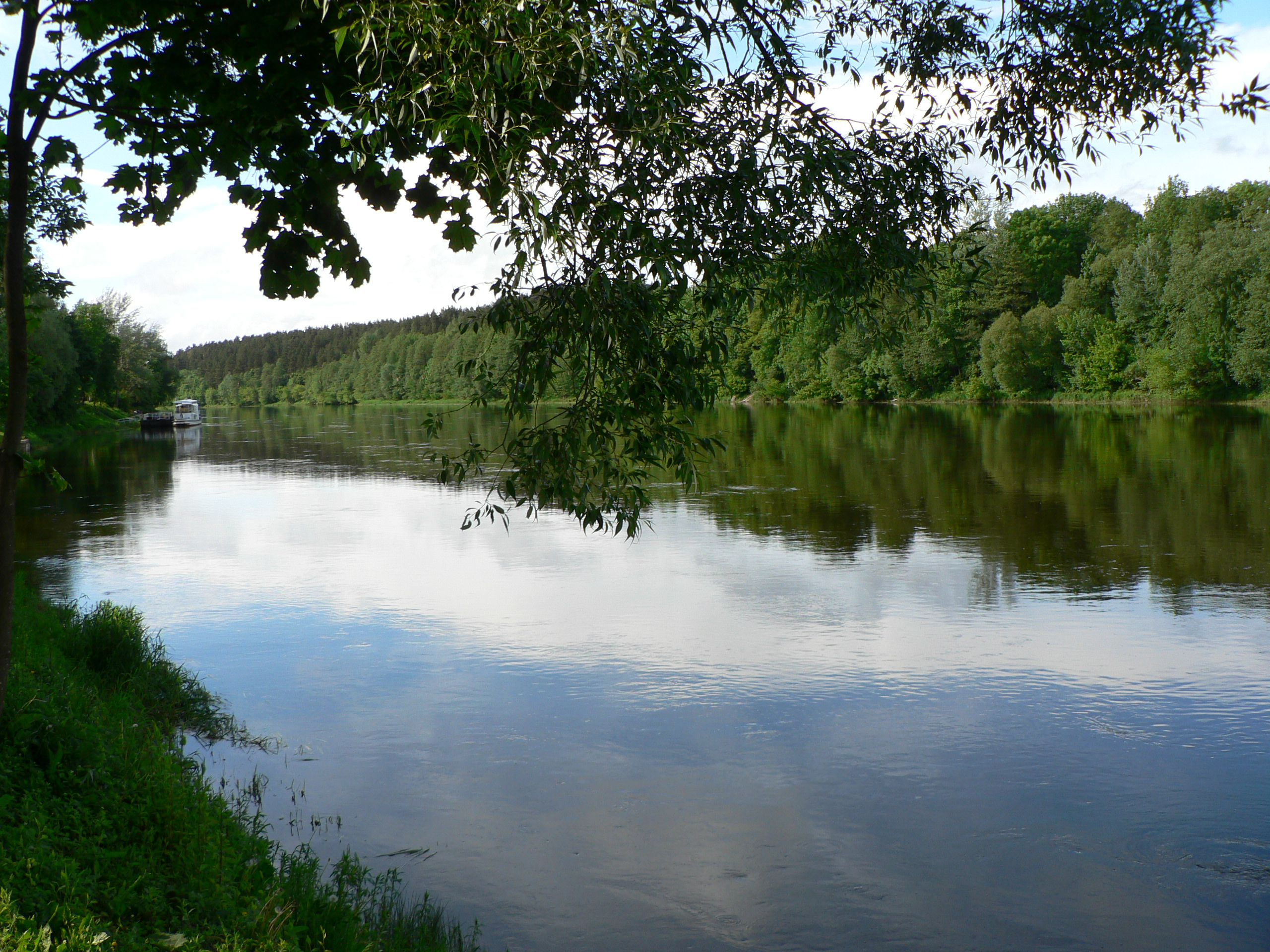
드루스키닝카이를 흐르는 네만강

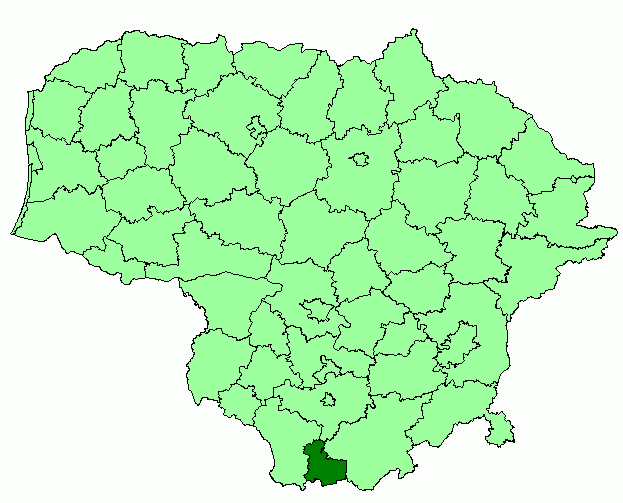
드루스키닝카이시의 위치

드루스키닝카이시(리투아니아어: Druskininkų savivaldybė)는 리투아니아 알리투스주를 구성하는 5개 지방 자치체 가운데 하나로 행정 중심지는 드루스키닝카이이며 면적은 453km2, 인구는 20,728명(2015년 기준), 인구 밀도는 45.8명/km2이다. 2개 장로구를 관할한다. 알리투스주 라즈디야이구, 알리투스구, 바레나구와 접하며 남쪽으로는 벨라루스와 국경을 접한다.

지방 자치체 문장